# Kapellån vid Lagerlunda
Kapellån vid Lagerlunda este o arie protejată (arie specială de conservare — SAC, sit de importanță comunitară — SCI) din Suedia întinsă pe o suprafață de 5 ha, integral pe uscat.

## Localizare
Centrul sitului Kapellån vid Lagerlunda este situat la coordonatele 58°23′49″N 15°29′15″E / 58.397°N 15.4876°E.

## Înființare
Situl Kapellån vid Lagerlunda a fost declarat sit de importanță comunitară în mai 2006 pentru a proteja 3 specii de animale. Situl a fost protejat și ca arie specială de conservare în ianuarie 2014.

## Biodiversitate
Situată în ecoregiunea boreală, aria protejată conține 3 habitate naturale: Izvoare petrifiante cu formare de travertin (Cratoneurion), Păduri pe pante, grohotișuri și ravene de Tilio-Acerion, Cursuri de apă de la nivel de câmpie la nivel montan, cu vegetație Ranunculion fluitantis și Callitricho-Batrachion.
La baza desemnării sitului se află mai multe specii protejate:
- nevertebrate (1): Unio crassus
- pești (2): zvârluga (Cobitis taenia), zglăvoacă (Cottus gobio)